# Marijan Hanžeković (stariji)
Marijan Hanžeković (Požega, 15. travnja 1915. – Zagreb, 22. rujna 1993.), bio je hrvatski pravnik i ekonomist, kao i prvi hrvatski ministar financija.

## Životopis
Hanžeković je pravni studij s doktoratom završio na Pravnom fakultetu u Zagrebu 1938. godine. Službovao u Ministarstvu vanjskih poslova Kraljevine Jugoslavije u Beogradu od 1938. do 1941. godine. Bio je pravni savjetnik i upravitelj Bosanske industrijske i trgovačke banke d. d. u Zagrebu od 1941. do 1942. godine. Kao pripadnik lijevoga krila Hrvatske seljačke stranke bio je 1942. i 1943. zatvaran. Godine 1944. priključio se partizanima.
Nakon rata radio je kao stručnjak i rukovoditelj u Ministarstvu financija, Narodnoj banci Hrvatske i Službi društvenoga knjigovodstva. Od 1965. godine do umirovljenja 1981. godine bio je profesor bankarstva i financija na Ekonomskom fakultetu u Zagrebu te šef Odjela za financije u Ekonomskom institutu u Zagrebu. Bio je prvi ministar financija u prvoj i drugoj Vladi Republike Hrvatske (1990. – 1991.) te predsjednik Komisije za monetarni sustav Republike Hrvatske.
Suradnik i urednik za ekonomiju u više izdanja Leksikografskoga zavoda, prevoditelj temeljnih djela ekonomske literature (Adam Smith, Alfred Marshall, Joseph Alois Schumpeter i dr.). Glavna djela: Privredni sistem FNRJ (1960.), Međunarodne financije (1972.), Bankarstvo (1987.), Vrijednosni papiri i njihovo tržište (1989.).
Otac je zagrebačkog odvjetnika Marijana Hanžekovića. Brat je Borisa Hanžekovića.

## Vanjske poveznice
- Zaklada prof. dr. Marijan Hanžeković

| Političke dužnosti | Političke dužnosti                                                        | Političke dužnosti         |
| ------------------ | ------------------------------------------------------------------------- | -------------------------- |
| Novo ministarstvo  | ministar financija Republike Hrvatske 25. srpnja 1990. – 17. srpnja 1991. | nasljednik Jozo Martinović |